# Telèfon amb càmera

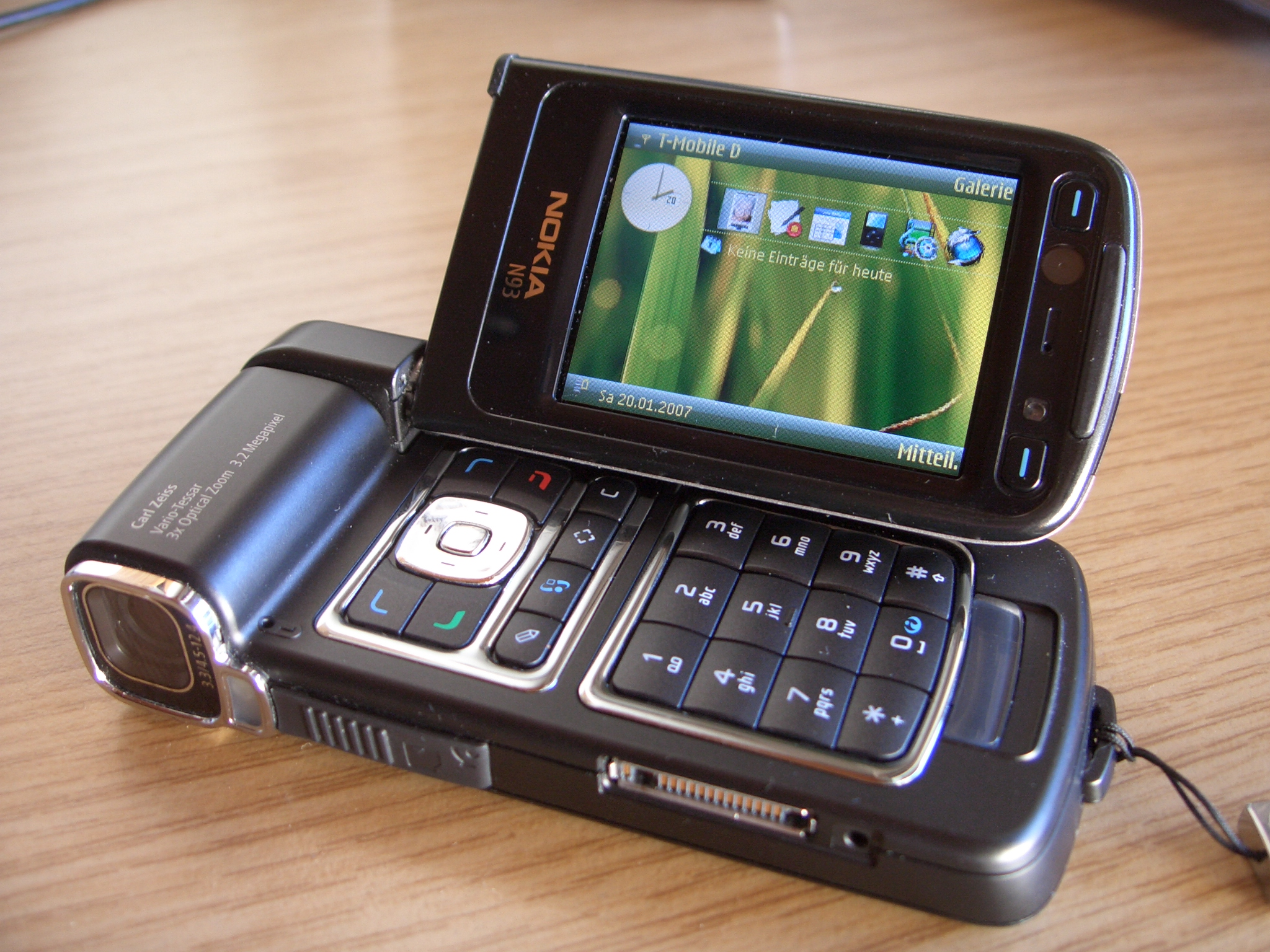
Un Nokia N93, amb 2006 és un 3,2 megápixels.

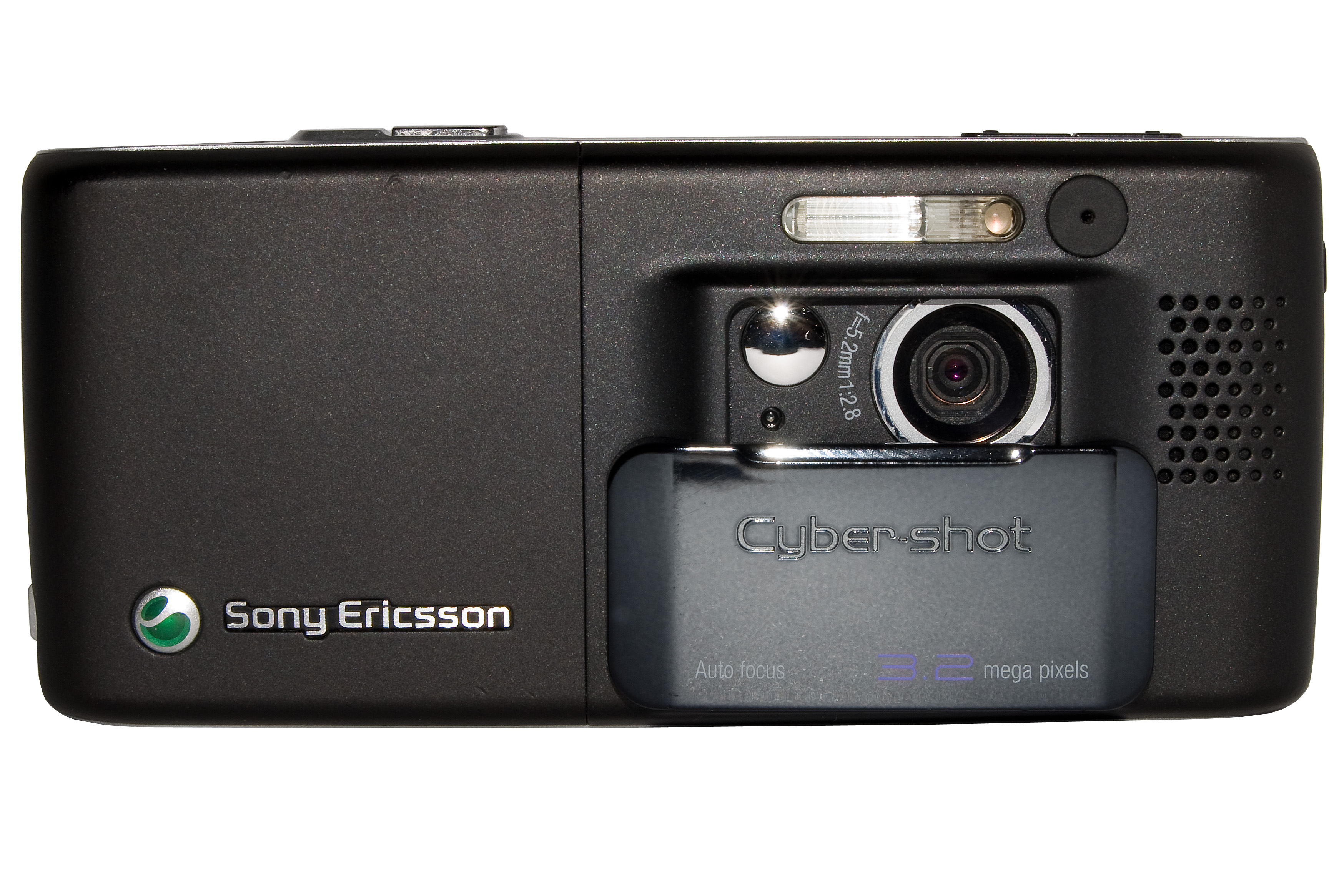
Un Sony Ericsson K800i amb càmera fotogràfica.

Un  telèfon amb càmera fotogràfica  és un telèfon mòbil que té una càmera fotogràfica incorporada i que, en el cas de soportar transferència de dades, per bluetooth o mitjançant un servidor web, permet a l'usuari compartir fotos i vídeos amb altres persones de forma immediata o diferida. Cal tenir en compte que, els primers «telèfons mòbils amb càmera», venuts amb èxit per J-Phone, usaven un sensor CCD i no el sensor CMOS, que és la tecnologia emprada per més del 99% dels telèfons venuts avui dia.
El primer telèfon amb càmera fotogràfica va ser dissenyat per Philippe Kahn el juny de 1997. Aquest primer prototip ja permetía compartir fotografies fora del telèfon. La primera imatge enviada des d'un mòbil va ser una de la seva filla petita.

## Història
El telèfon amb càmera fotogràfica, com molts sistemes complexos, és el resultat de la convergència de tecnologies diverses. Hi ha dotzenes de patents que daten de fins als anys 60 que són rellevants. Comparat amb les càmeres fotogràfiques digitals dels anys 90, una càmera fotogràfica dins un telèfon mòbil requeriria menys energia i un alt nivell d'integració de l'electrònica de la càmera fotogràfica per a permetre la miniaturització. El sensor actiu d'imatge de  tecnologia CMOS desenvolupat al laboratori d'Eric Fossum i el seu equip en els anys 90 va ser el primer pas per a poder realitzar el telèfon modern amb càmera fotogràfica segons està descrit en un article de Business Week de març de 1995.
Però no va ser fins al 1997 que Philippe Kahn va construir el primer telèfon complet amb càmera fotogràfica. A partir d'aquest projecte en solitari Kahn va entrar a treballar a la firma Motorola on va desenvolupar un terminal amb càmera fotogràfica. Malgrat tot, el primer mòbil considerat amb càmera fotogràfica digital pròpia va ser el Samsung SCH-V200, que va sortir al mercat el juny de l'any 2000 a Corea del Sud. Aquest dispositiu incorporava una càmera frontal de 0,35 megapíxels amb una capacitat d'emmagatzemar unes vint fotografies. El novembre d'aquell mateix any es va llençar al Japó el J-SH04, aquest tenia menys Megapíxels (0,11) però incorporava la possibilitat d'enviar fotos en els missatges de manera sense fils.
No fou fins al 2002 que als Estats Units no va arribar el primer telèfon amb càmera de fotos integrada, es tractava del Sanyo SCP-5300. Aquest terminal amb forma de petxina tenia una càmera de 0,3 MP, una resolució de 640 x 480 píxels i com a novetat permetia ajustar tota una mena de paràmetres com ara el balanç de blancs, filtres bàsics (blanc i negre, sèpia, negatiu...), fer zoom digital o establir un disparador automàtic. A més, aquest dispositiu permetia visualitzar les fotos directament a la pantalla. A partir d'aquest punt tota una sèrie de companyies com Sony Ericson i Motorola van capficar en el món de la fotografia mòbil. Ambdues ho van fer amb càmeres VGA, la primera va llençar el Sony Ericsson P800 a final de 2002 amb forma de PDA; Motorola ho va fer amb el seu Motorola E365 el 2003.

### Desenvolupament vertiginós, del Megapíxel a la consolidació dels telèfons intel·ligents
El 2003 Samsung va llençar el primer telèfon mòbil què tenia una càmera amb 1 MP, anaven apareixent més dispositius i a un preu més econòmic. En juliol de 2004 van treure el Audiovox PM8920 amb 1,3 MP i fotos de 1280 x 940 píxels.
A partir d'aquest punt l'evolució va ser cada cop més ràpida, l'any 2005 Nokia va llençar un terminal, el Nokia N90, amb forma de càmera de vídeo, amb una resolució de 2 MP, autofocus i flash LED. En aquesta etapa totes les fotos es feien de manera automàtica i no hi havia cap opció per editar-les o treballar de manera manual. El 2006 va sortir al mercat el Sony Ericsson K800i amb una càmera de 3,2 MP, autofocus, estabilitzador d'imatge i Flash Xenon. L'any 2007 Nokia va treure models similars com ara el Nokia N73.
Com va passar amb la primera càmera que arribava al Megapíxel, Samsung va ser la primera companyia a desenvolupar un model que assolís els 5 MP l'any 2004 amb el model SCH-S250. Malgrat tot, la gent recorda més el model de Nokia llençat el 2007: El N95 amb 5MP, òptiques Carl Zeiss y com a novetat, gravació de vídeo a 30 fps.
El 29 de juny del 2007 va aparèixer el Iphone, aquest tenia una càmera de 2 MP, sense autofocus, gravació de vídeo ni flash LED. Edge que era el nom que va rebre aquest model, va presentar la pantalla més gran del moment. Tenia unes dimensions de 3.5 polzades. També va suposar una revolució pel fet d'incorporar un sistema multitàctil. També aquell mateix any, Samsung va crear el SCH-B600, el primer telèfon amb càmera de 10 MP i el Samsung G800, el primer terminal amb càmera amb zoom òptic de tres augments.
L'any 2008 Samsung va llençar el model conegut com a INNOV8 (Samsung i8510) amb un sensor de 8 MP amb un cos molt similar a un Nokia, aquell mateix any aquesta companyia va respondre amb el seu Nokia N86, també amb càmera de 8 MP. No obstant això, va ser LG qui va portar el primer dispositiu tàctil amb un càmera de 8 MP, el LG Renoir.
Samsung, en seguir la seva trajectòria i en una bona etapa, va presentar l'any 2009 el seu Samsung M8910 Pixon12, amb una càmera de 12 megapíxels. Com era habitual, Nokia va respondre amb un model que va eclipsar el seu competidor, el Nokia N8 llençat el 2010, també amb càmera de 12 MP. Sony va fer el mateix amb el Sony Ericsson S006 amb una càmera de 16 MP aquell mateix any.
L'any 2011 va arribar amb fortes novetats: LG i HTC van incorporar el 3D als seus nous dispositius, el HTC EVO 3D i el LG Optimus 3D. Ambdós tenien càmeres frontals i posteriors, les primeres amb una resolució d'1,3 MP i les posteriors funcionaven a partir de dos lents de 5 MP, cada una generava una imatge estereoscòpica que simulava un efecte de tridimensionalitat a les pantalles dels dispositius. Era una tecnologia 3D que no necessitava ulleres, aquesta però, no va tenir molt d'èxit i no s'ha tornat a trobar en altres telèfons intel·ligents fins al moment.
Als anys següents Nokia va llençar una sèrie de telèfons intel·ligents amb una tecnologia de sensors aleshores molt capdavantera, la tecnologia Pureview. Eren el Nokia 080, el Nokia Lumia 920 i el Nokia Lumia 1020. Aquesta innovació consistia en sensors de 41 Megapíxels que permetien als dispositius utilitzar un zoom digital sense que es pogués percebre una pèrdua de qualitat, això, juntament amb l'estabilització d'imatge i l'alta velocitat d'obturació que oferia una qualitat i un mida d'imatges mai abans vist.

### El boom de la fotografia mòbil: iPhone i Instagram

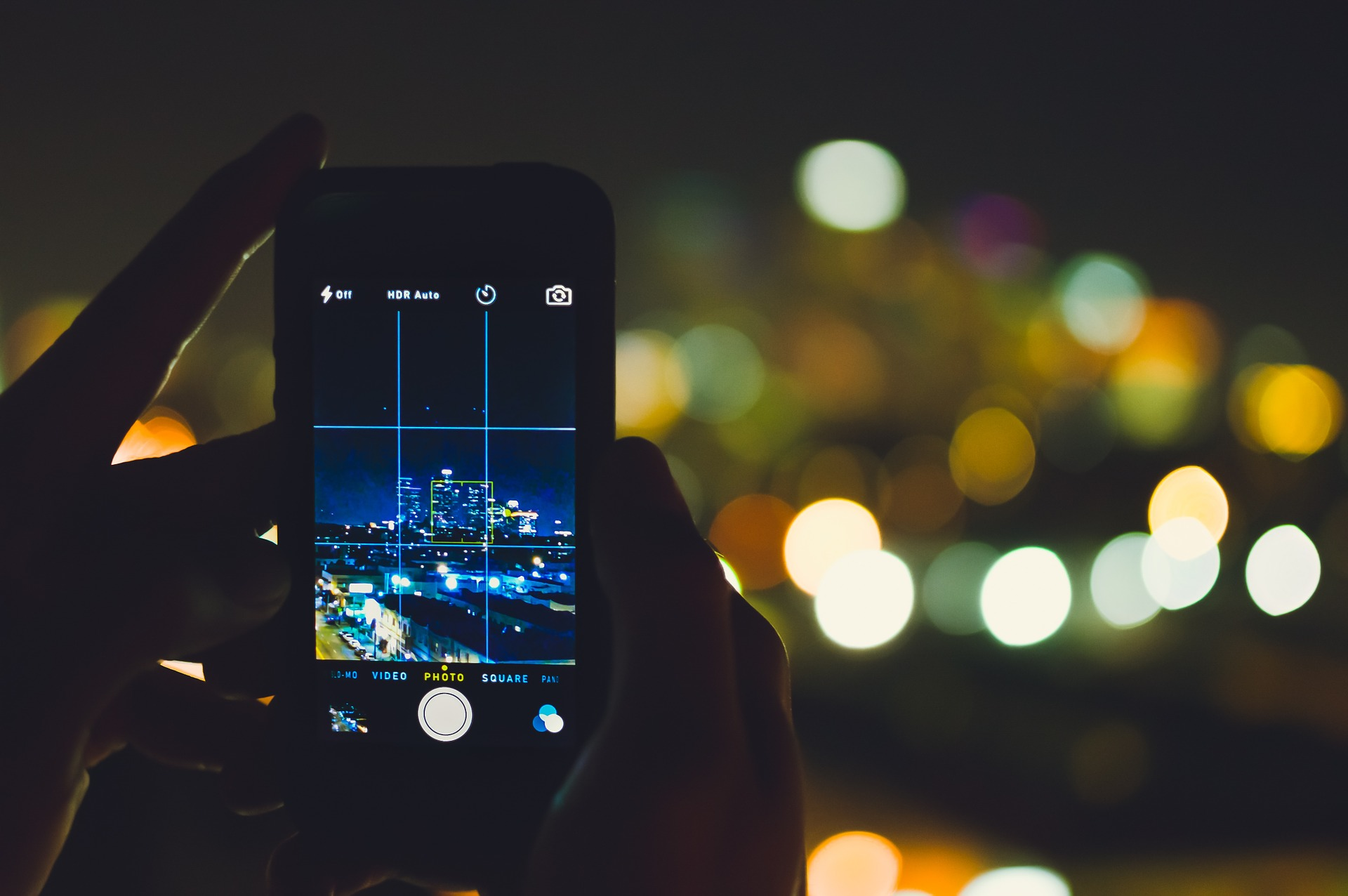
iPhone 4 fent una fotografia

Finalment s'ha arribat a un punt de desenvolupament de les càmeres dels telèfons en el qual és molt més freqüent veure gent al carrer fent fotos amb el telèfon més aviat que amb una càmera digital. Això és sobretot culpa de la revolució que va suposar Instagram i l'iPhone. Com ja hem vist en aquest article, el primer iPhone va arribar al mercat l'any 2007 però les seves càmeres no van destacar fins a l'arribada del iPhone 4 l'any 2011. Tenia un sensor de 5 MP i grabava vídeo en 1080p. L'arribada d'aquest dispositiu va coincidir amb l'aparició d'aplicacions fotogràfiques exclusives per a iOS com ara Instagram les quals van fomentar el boom de la fotografia mòbil social, és comencen a popularitzar els coneguts "selfies", fotografies fetes amb la càmera frontal del telèfon. Apareixen els famosos filtres per a les fotos. La societat genera un nou valor en el fet de compartir els moments del seu dia a dia en les xarxes socials i ho fan a través d'imatges. Aquesta revolució (es pot entendre com a tal) va passar ràpidament a Android i avui dia és un estil de vida.
Amb els telèfons intel·ligents consolidats moltes companyies comencen a seguir la liniea dels iPhones i el mercat s'expandeix. Samsung retorna amb la seva línia Galaxy, destacava en el seu moment el Samsung Galaxy S2 amb una càmera de 8 MP, una frontal de 2 MP i gravació de vídeo a HD 1080p/30fps. En aquests anys Nokia perd vendes i no s'acaba d'adaptar al ritme tan accelerat que agafa la indústria. Apareixen petites companyies com ara l'espanyola BQ. El seu primer telèfon va ser el Aquarius 4.5 amb una càmera de 8 MP i una gran pantalla de 4,5 polzades. Sembla que el fet que les pantalles fossin cada cop més gran era una cosa bastant comuna que dura fins als nostres dies (l'iPhone X té 5,8"). Els telèfons passen a formar cada cop més part del dia a dia de la gent, no només fan fotos com les càmeres digitals sinó que poden manipular aquestes a l'instant i compartir-les, la gent pot utilitzar les pantalles per visualitzar tota mena de continguts: vídeos d'altres usuaris, jocs, notícies i fins i tot pel·lícules.
Les millores i els avenços es continuen succeint, els dispositius ràpidament arriben a la gravació estable en resolució 4K i els 60 fps. Es veu clarament com les indústries aposten al cent per cent a favor del desenvolupament de les càmeres dels seus terminals. L'any 2016 arriba l'iPhone 7, aquest incorpora una doble lent que permet desenfocar el fons simulant l'efecte d'una òptica de càmera. Això s'aconsegueix amb un petit trucatge: una de les lents enfoca al subjecte i l'altra desenfoca el fons, després, el processador ajunta les dues imatges per crear una de nova. Amb això, juntament amb altres molts factors com la varietat d'opcions d'ús manuals que comencen a incorporar els smarthphones es corrobora que el mercat de càmeres digitals està essent totalment desbancat. Avui dia les càmeres dels telèfons intel·ligents estan en un moment àlgid de la seva evolució, ja no només es limiten a la funció d'enregistrar imatges sinó que també col·laboren amb altres aplicacions i programes per ajudar a generar realitats virtuals o són capaces de detectar el rostre d'una persona per desbloquejar el dispositiu com passa en l'últim model de Samsung, el S9.

## Funcionament
Molts cops ens preguntem com una càmera tan petita com la d'un smartphone és capaç de realitzar unes fotografies de tanta qualitat com les de les càmeres digitals. Els principals responsables d'això són les lents, sobretot, l'evolució dels sensors digitals que amb els anys hi han reduït la seva mida. En essència, la càmera d'un telèfon intel·ligent treballa de manera molt semblant a una càmera digital o fins i tot que una analògica, el concepte és el mateix. Tot s'articula a partir de la llum, aquesta queda impregnada en un material sensible que en el cas dels telèfons és un petit sensor (després parlarem de sensors). Per arribar a aquest fa un viatge a través d'una sèrie de lents que fan convergir la llum.

### Lents
Aquestes lents es poden articular de manera que són capaces de mesurar la quantitat de llum i ajustar correctament l'enfocament de la càmera. S'encarreguen de deixar entrar la llum exterior fins al sensor. Gràcies a aquestes es redueixen les aberracions i distorsions que es poguessin arribar a produir. A mesura que passa el temps aquests sensors experimenten ràpidament moltes millores, marques com Carl Zeiss, Leica o Schneider són algunes de les més importants en aquest mercat. Una gran diferència respecte a les càmeres digitals es que un smartphone no pot variar la seva obertura de diafragma, aquesta sempre es manté fixa perquè no seria possible adaptar un iris de tancament i obertura en un espai tan petit. Aquest fet provoca que l'obertura sempre sigui petita, és a dir que la profunditat de camp amb una càmera d'un mòbil sempre serà enorme i tindrem tots els elements enfocats sense dificultats. Apple en el seu nou model iPhone XS con iOS 12.1 ha incorporat la possibilitat de manipular la profunditat de camp directament des de l'aplicació de càmera, això si, no ho fa mecànicament doncs la obertura continua essent fixa, es tracta d'un procés digital de software a partir de les dues lents de la càmera.
la majoria de smartphones actuals compten amb sistemes d'enfocament automàtic. Existeixen 3 tecnologies populars:
Enfocament per detecció de fase o PDAF
L'enfocament PDAF funciona gràcies l'ús de fotodíodes a través del sensor amb l'objectiu mesurar les diferències de fase a través del sensor. Seguidament, “mou” la lent d'enfocament per poder enfocar la imatge correctament. A causa de l'ús de fotodíodes, es tracta d'un dels sistemes menys precisos i més lents.
Dual Píxel
Models com el Samsung Galaxy S8 utilitzen un sistema d'enfocament Dual Píxel. En aquest cas, s'utilitzen un nombre més gran de punts d'enfocament al llarg del sensor (sobre el qual s'aprofundeix més després) que en el cas del PDAF. A més, en lloc de comptar amb píxels destinats específicament a l'enfocament, aquest sistema fa ús de dos fotodíodes en cada píxel, capaços de comparar diferències mínimes amb la finalitat de calcular on “moure” la lent per enfocar la imatge amb major claredat. Avui dia, aquesta és la tecnologia d'enfocament més eficaç disponible al mercat.
Detecció de contrast
Es tracta del sistema més antic dels tres esmentats. El seu funcionament es basa en la teoria que el contrast d'una imatge és major, i les seves vores s'aprecien de forma més clara quan està enfocada correctament. El problema és que es tracta d'un sistema bastant lent si ho comparem amb la tecnologia Dual Píxel.

### Sensor
El sensor s'encarrega de captar i transformar la llum rebuda en informació amb sistema binari. És el responsable de generar la imatge que nosaltres veiem a la pantalla. El procés resumidament és: La llum es transforma en un seguit de 0 i 1, és a dir, pura informació binaria, aquesta s'emmagatzema en la memòria del dispositiu i posteriorment el hardware de vídeo la transforma en una nova imatge que podem veure a la pantalla.
El sensor és una matriu o quadrícula formada per dispositius electrònics molt petits sensibles a la llum coneguts com a fotoreceptors. Cada petita part d'aquesta quadrícula s'anomena píxel, un píxel és bàsicament un quadrat omplert d'un color. Quan molts d'aquests petits punts s'uneixen es forma una imatge. Per exemple, una imatge amb 12 píxels d'altura i 12 píxels d'amplada s'entendria com una imatge de 12 x 12 píxels. A partir d'aquí ens podem preguntar: Què és un Megapíxel? Un Megapíxel és un milió de píxels en la totalitat de la imatge, és a dir, estaríem parlant d'una imatge de 1.000 x 1.000 píxels que com a resultat donaria 1.000.000 de píxels. En la realitat això es tradueix en nivell de detall, com major nombre de píxels tingui una imatge més ens podrem apropar a ella sense notar que està "pixelada".
Tot i que el nombre de Megapíxels és un factor important que cal tenir en compte sobretot si pensem fer grans impressions, existeixen altres factors que determinen la qualitat de la càmera d'un mòbil com ara la mida del sensor, aquesta afecta directament a la quantitat de llum que sigui capaç d'enregistrar; un sensor amb més superfície podrà captar molta més llum. Existeixen molts tipus de sensors com podem veure a la imatge de l'esquerra. El més gran, conegut com a sensor Full Frame, s'utilitza en càmeres DSLR d'alta gamma mentre que els telèfons mòbils a causa de la seva petita mida acostumen a utilitzar un sensor 1/2,3' o similars. Aquest factor també afecta directament a l'àrea de visió de la fotografia, com més petit sigui un sensor, més es retallarà aquest mentre que els més grans respectaran millor l'angle de visió mostrant una vista més amplia. El sensor d'un mòbil, a causa de la seva mida i a la poca llum que pot captar si el comparem amb un de mida més gran, té dificultats per enfrontar-se a la fotografia amb poques condicions lumíniques. És per això que els smartphones donen molts problemes quan volem fer fotografies a la nit, és normal que l'ISO intenti treure llum d'on no hi ha i la imatge surti pixelada o moguda en el cas que la velocitat d'obturació és posi més lent de manera automàtica.
Actualment, els sensors més utilitzats són els CMOS que s'han imposat davant dels CCD. En els últims anys, aquests sensors han experimentat una forta evolucióla qual cosa ha propiciat que sorgeixin derivats idonis per adaptar-se a la fotografia digital. Cal entendre que els dos tipus de sensors funcionen acumulant càrrega elèctrica en cada cel·la de la matriu quan arriba la llum gràcies, de nou, als components fotoreceptors. Com més llum incideixi sobre el píxel, major serà la càrrega que aquest adquireixi. Encara que en la seva essència, els CCD i CMOS funcionen d'una manera molt similar, la diferència més clara i a destacar és el fet que en els senors CCD es produeix un procés analògic - digital perquè la càrrega elèctrica de cada píxel de la matriu es digitalitza amb un xip extern al sensor. Això requereix més material i un major espai però, per altra banda facilita un rang dinàmic més ample entre una imatge cremada o una subexposada.
Per la seva banda, els sensors CMOS incorporen tot directament en el mateix sensor, el procés de digitalització es duu a terme directament sense cap element extern la qual cosa permet estalviar espai, el qual pot ser utilitzar per millorar altres aspectes de la càmera o la mida del sensor.

### Altres elements
A banda de les lents i el sensor, hi ha altres elements importants que afecten les fotografies que fem amb un mòbil.
La pantalla del smartphone és l'únic visor que ens permet veure el que fotografiem per tant serà important tenir en compte el seu contrast, la mida, la bona visualització en condicions d'excessiva il·luminació... També cal considerar el fet que molts dispositius incorporen botons exclusivament dedicats a la càmera, aquest acostumen a estar situats en un dels extrems dels laterals i fan la funció de disparador sense la necessitat de prémer la pantalla. Aquest fet, millora la pose en la qual una persona fa fotografies i permet una major estabilitat. Amb relació a això també afecta el disseny del telèfon, és necessari que aquest sigui ergonòmic per poder utilitzar correctament la càmera. En el cas de no ser-ho, existeixen infinitat de fundes i accessoris que milloren això.

## Fitxers i resolucions

### Tipus de fitxer
Avui dia totes les persones vivim en un entorn digital en el qual consumim i generem nous continguts constantment. Existeixen molts tipus d'arxius possibles en la fotografia digital, al principi, els telèfons utilitzaven gairebé exclusivament el format JPEG però amb el temps s'han anat incorporant el TIFF i el RAW:
- JPEG: És el més popular i, per defecte, el tipus d'arxiu que en el qual un telèfon codifica una imatge. Es tracta d'un format amb pèrdua o compressor, la qual cosa vol dir que ens genera fotografies amb bona qualitat i que alhora pesen poc i són fàcils de compartir. És per això últim que és el tipus d'arxiu més dominant a la xarxa. Existeixen diverses variants que han anat sorgint al llarg dels anys: la primera va sortir el 1992, després es van anant desenvolupant altres com el JPEG 2000 o el JPEG XR. En ser un format compressor no resulta gaire adient per editar fotografies perquè aquestes es degradarien ràpidament degut al baix rang dinàmic que tenen.
- TIFF: Aquest tipus d'arxiu també fa un processat a la imatge però d'una manera menys agressiva que el JPEG, en aquest cas els arxius pesen molt més i és possible que algunes apps siguin incapaces de llegir-los encara. És utilitzat per guardar imatges en les quals apareixen molts colors i detalls, són fotografies professionals d'alta qualitat. És idoni per realitzar grans impressions perquè malgrat el fet que processa les fotografies no hi ha pèrdues de qualitat.[12]

- RAW: Es tracta del format cru de la imatge. Té la possibilitat de guardar la informació del sensor de la nostra càmera sense processar. En contenir tota aquesta informació, tindrem l'opció de poder recuperar zones de la nostra imatge que pensàvem que no eren recuperables. No és un arxiu d'imatge com a tal, guarda entre 8 i 12 bit per color i necessita un programari per veure el seu contingut. L'ús del format RAW en un smartphone no s'ha anat afegint als nostres telèfons fins fa poc temps gràcies al conegut "Negatiu Digital" (DNG). Algun dels primers dispositius que van incorporar aquesta opció van ser el LG G5, el Samsung Galaxy S7 Edge, el HTC 10, etc. Necessitarem una aplicació que ens permeti fer els ajustos als nostres arxius RAW. La reina del processament de fotografies en ordinadors té un nom, Adobe Photoshop Lightroom, aplicació que va fer el seu salt als nostres mòbils fa un temps. També és molt popular la app VSCO.[13]

### Resolucions i formats
Entenem com a resolució nativa la que marquen els sensors fotogràfics de cada telèfon. Aquesta resolució/format és la que ens dona el número més gran de megapíxels possibles en un determinat terminal. A partir d'aquest punt, podem escollir diverses opcions de disparar amb altres resolucions, aquest canvi de format disminueix la quantitat de megapíxels i varia la seva distribució per tal d'aconseguir imatges amb una altura i una amplada determinades.
Les resolucions de cada format seran diferents depenent del dispositiu i, normalment, podem accedir directament a aquestes des del menú de la càmera. Els formats més utilitzats són:
- 1:1 Es tracta bàsicament del format quadrat, les proporcions son igual tant en alçada com en amplada, va ser el format que utilitzava Instagram en els seus inicis.
- 4:3 Té unes proporcions una mica més apaïsades essent més ampli que el format quadrat.
- 16:9 És normalment el format més panoràmic (a banda de les fotografies en mode panoràmic) dels telèfons i acostuma a ocupar la proporció corresponent a la pantalla disposada de manera horitzontal.

## Impacte social
La incorporació d'una càmera als telèfons mòbils es fruit d'una llarga evolució. Actualment qualsevol pot tenir accés al medi fotogràfic des del seu smartphone sense la necessitat de grans coneixements tècnics per això, aquest fet ha tingut un gran impacte en la forma de comunicar-se de les persones. Ara vivim en un món ple de milions de petites càmeres que, a més a més, estan connectades a la xarxa per la qual cosa la oferta d'imatges que rebem és gairebé infinita. Tots podem fer el paper de reporters quan penjem una foto a internet i aquesta dona la volta al món. Aquests dispositius permeten emmagatzemar i visualitzar a l'instant totes les fotografies sense la necessitat de revelar-les o ni tan sols d'imprimir-les; aquesta facilitat i simplificació del procés de creació i captació provoca una mena de «gatillo fàcil» en els usuaris, que tenen la possibilitat de disparar centenars de fotos de manera senzilla
Malgrat que aparentment un telèfon intel·ligent queda relegat a un segon lloc quan el comparem amb una càmera de fotos, la realitat és que la fotografia mòbil cada cop ofereix ventall de possibilitats més ampli i cada cop hi ha menys distància entre aquesta i el mercat de càmeres digitals. El fotògraf Sven Skafisk va dur a terme el 2016 una gràfica comparativa basada en les dades proporcionades pel CIPA, una companyía que s'encarrega de fer estadística del món de les càmeres digitals i les lents. Els resultats mostren com des del 1993 hi ha una evolució: Primer les analògiques dominaven el mercat fins que a partir les compactes van tenir l'hegemonia; més tard van arribar les D-SLR i les Mirrorless. L'interessant però, és que en els últims anys es pot observar com els telèfons intel·ligents estan menjant-se tot el mercat i per això Skafisk diu que els telèfons estan matant les càmeres.
Els telèfons de càmera fotogràfica han tingut un ampli impacte social durant l'última dècada. Al cap de no res de llençar-se el primer iPhone d'Apple, es va convertir en el dispositiu des del qual més fotos es publicarien a Flicker, una coneguda web per compartir fotografies. En una entrevista de ràdio, Philippe Kahn va discutir l'impacte social del telèfon mòbil amb càmera fotográfica. Mentre que en els telèfons la càmera fotogràfica ha estat trobada útil pels turistes i per a altres propòsits civils comuns, ja que són barats, còmodes, i portàtils; també han plantejat controvèrsia.
Com un dispositiu connectat a la xarxa, aquests telèfons mòbils estan prenent un paper significatiu en la prevenció del crim, el periodisme i usos de negoci així com aplicacions individuals. Són també abús propens tal com voyeurisme, invasió de privacitat, i infracció de copyright, i poden ser utilitzats per compartir mitjans gairebé immediatament. Són una eina personal potent de la creació de continguts. El 17 de gener de 2007, l'alcalde Michael Bloomberg de la ciutat de Nova York va anunciar un pla per animar a la població perquè utilitzés cel·lulars per capturar fotografies de crims i enviar les seves imatges o vídeos directament a l'9-1-1.
De tant en tant, les organitzacions i els llocs han restringit l'ús dels telèfons amb càmera fotogràfica a causa de l'aïllament, la seguretat, i les edicions les escoles, els museus, els teatres. En definitiva, els telèfons amb càmera fotogràfica amb capacitat de prendre vídeos han arribat a ser encara més polèmics que els que poden prendre només fotos.

### Selfies
Un selfie és fer-se una foto a un mateix. Es tracta d'una pràctica molt comuna a les xarxes socials. L'atractiu dels selfies prové de la seva facilitat per crear, compartir pel control que donen a la gent sobre la manera de presentar-se. Molts selfies tenen l'objectiu de presentar una imatge atractiva de la persona. Aquesta nova pràctica ha comportat un clar impacte social. Per una banda, ja hi ha un gest de la càmera que ara mira cap endins, no cap enfora.
La pràctica de prendre selfies ha estat criticada no només per ser narcisista, per remarcar un ideal de bellesa o per impedir l'apreciació del present, sinó també per ser un comportament conformista sense consciència, quan tothom fa el mateix que la resta.